# Tirà becplaner gorjagroc
El tirà becplaner gorjagroc (Platyrinchus flavigularis) és un ocell de la família dels tirànids (Tyrannidae).

## Hàbitat i distribució
Viu entre la malesa del bosc de les muntanyes al centre i nord-est de Colòmbia, oest de Veneçuela, nord-est de l'Equador i est del Perú.